# Víctor Beltrí i Roqueta
Víctor Beltrí i Roqueta (Tortosa, 16 d'abril de 1862 - Cartagena, 4 de febrer de 1935) fou un arquitecte català.
Fill de l'escultor Josep Maria Beltrí i de la mestra Carme Roqueta Estrampes, estudià al Col·legi Sant Lluís Gonzaga de Tortosa, d'on passa finalment a estudiar arquitectura a Barcelona. Titulat el 1887, exercí com a arquitecte municipal a Tortosa (1886-1890) i a Gandia (1890-1893) tot i que destaquen especialment les seves obres a Cartagena i a La Unión sent, tal vegada, el màxim representant de l'arquitectura modernista a la regió de Múrcia.
Després de passar per la ciutat de Múrcia, Beltrí arriba a Cartagena el 1895. En aquells moments la ciutat encara estava sent reconstruïda després de la destrucció soferta durant la revolució cantonal de 1873. La ciutat es veia beneficiada per la riquesa generada per les explotacions mineres, de plom i de plata, de les mines de La Unión. La crisi de la mineria esdevinguda el 1914 va comportar un descens molt significatiu de l'activitat constructiva a la ciutat i, consegüentment, de l'activitat de Beltrí. Entre 1924 i 1930 Victor Beltrí va exercir el càrrec d'arquitecte municipal de Cartagena.
Diversos edificis de Víctor Beltrí han estat declarats Béns d'Interès Cultural (B.I.C.).

## Obres de Beltrí a Cartagena
- La Casa Cervantes (1897-1900), situada al Carrer Major. Rehabilitada l'any 2007.
- El Palau d'Aguirre (1898-1901) situat a la Plaça de la Merced i construït per a un empresari miner.[2] És la seu del Museu Regional d'Art Modern MURAM
- La Villa Calamari (1900), també anomenada "Villa Versalles", xalet construït per a un empresari miner als afores de Cartagena
- Casa Dorda Bofarull (1903) també coneguda com a Casa Tarraga, situada a la Plaça de Sant Francesc cantonada carrer Palas. Va ser promoguda pel mataroní Francesc Dorda Bofarull, també relacionat amb la mineria.
- La Casa Maestre (1906). situada a la plaça de Sant Francesc i construïda per a un empresari miner. El projecte és de Marcel·lià Coquillat. Beltrí va dirigir-ne les obres. Es diu que el projecte és deutor de la Casa Calvet d'Antoni Gaudí.[3]
- Casa Alesson (1906)
- Les cases dites "dels catalans" (1907) situades al carrer Angel Bruna i construïdes per iniciativa del "Banco de Préstamos y descubiertos". Es conserven les façanes però els interiors han estat completament reformats amb l'addició d'uns blocs de nova construcció
- La Casa Dorda (1907), situada al carrer del Carmen. Rehabilitada entre 2006 i 2010. A l'interior hi destaca un interessant pati d'estil neoàrab.
- La Casa Zapata (1909-1912), situada a la Plaça d'Espanya, residència d'un empresari miner. També conté un pati neoàrab.
- El Gran Hotel de Cartagena (1907-1916): l'obra més representativa del modernisme de la Regió de Múrcia. Iniciat el 1907 per Tomas Rico, Beltrí va assumir-ne la direcció a partir de 1912. El promotor també va ser un empresari miner. Consta de sis plantes. La façana és de pedra artificial i obra vista L'interior ha estat completament remodelat.[4]
- La Casa Llagostera (1913-1916) situada al Carrer Major i promoguda per Esteve Llagostera i Puntí, un comerciant català establert a Cartagena, La façana és decorada amb plafons de ceràmica pintada obra de Gaspar Polo. Formen part d'aquesta decoració les al·legories de Mercuri i Minerva i els escuts de Cartagena, Múrcia, Barcelona, Manlleu i Espanya.[5] L'any 2016 es trobava en procés de remodelació integral i només se'n conservava dempeus la façana.
- Foneria Frigard (1918), ampliació de l'obra de José Séz de Tejada
- Casa de la Misericòrdia (1923).
- Casa Galiana (1927)

Altres obres són: la reconstrucció de l'antiga Catedral de Cartagena o església de Santa Maria la Major (enrunada durant la Guerra Civil, actualment les seves runes es troben vinculades al teatre romà de Cartagena), el Col·legi del Sagrat Cor de Jesús, l'Antic Club de Regates (desaparegut i reconstruït el 2006, la seva autoria és discutida i es debat entre Beltrí i Mario Spottorno), o la remodelació del Casino de Cartagena. La seva darrera obra, actualment completament desfigurada, va ser l'anomenat "Petit hotel blau" (1935) situat a Los Urrutias En aquest edifici Beltrí ja mostra un clar apropament a les tendències racionalistes.

## Obres de Beltrí a La Unión
- L'antic Mercat públic de La Unión (1901) fet en ferro, pedra i vidre. És una de les obres més rellevants del modernisme espanyol.
- La Casa del "Tío Lobo", a Portmán (1913).

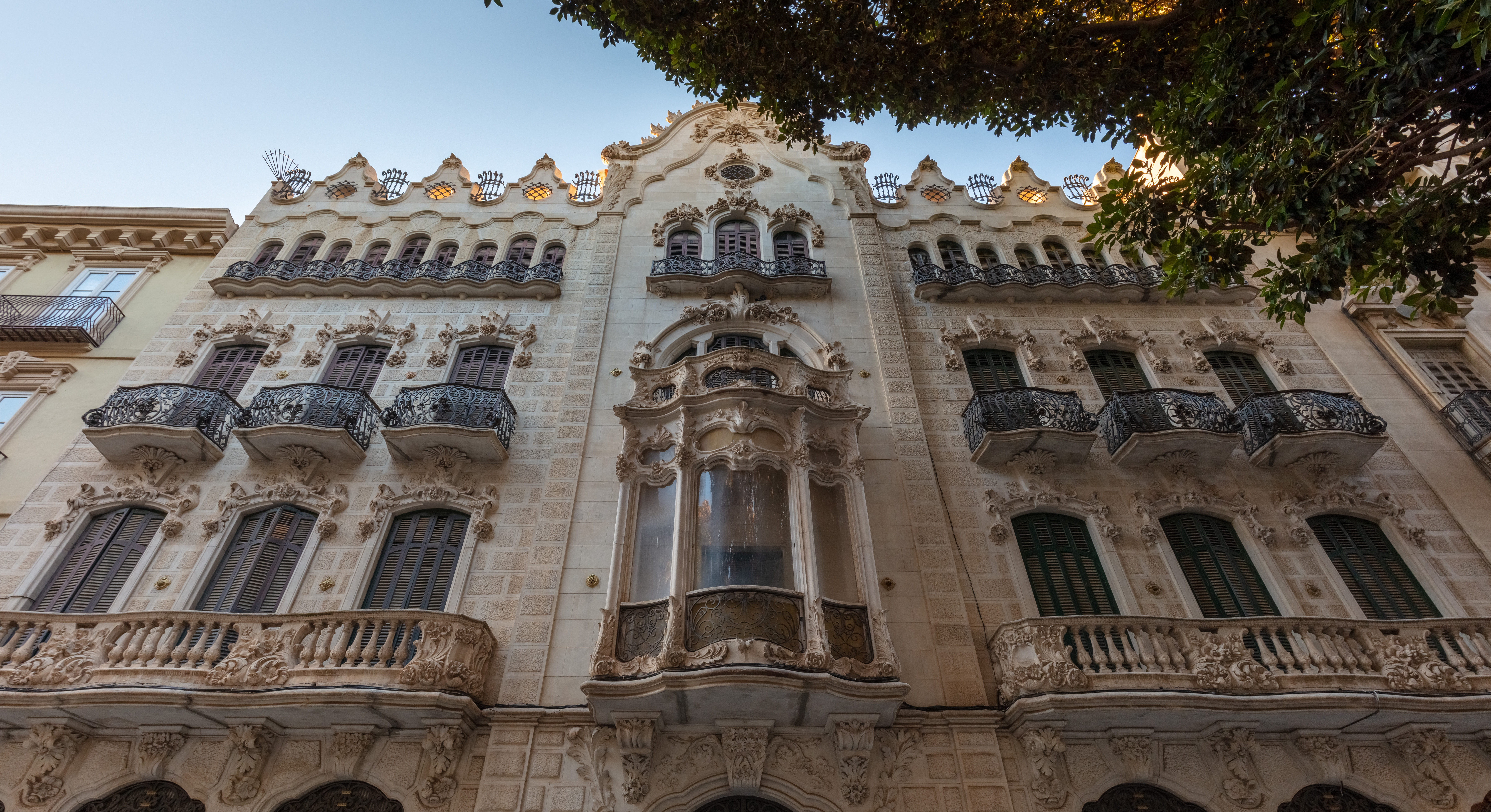
Casa maestre de Cartagena.
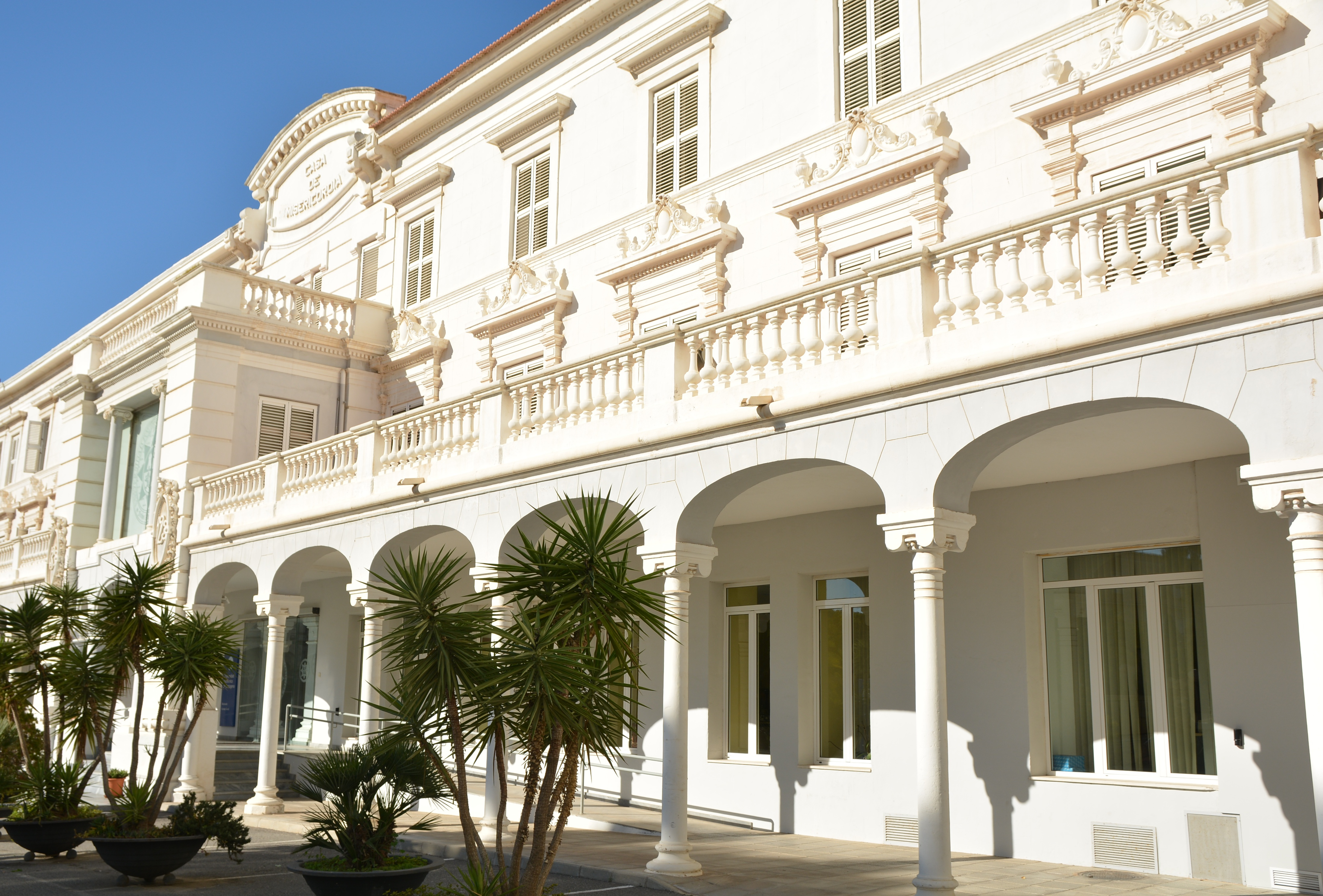
Casa de Misericòrdia de Cartagena.
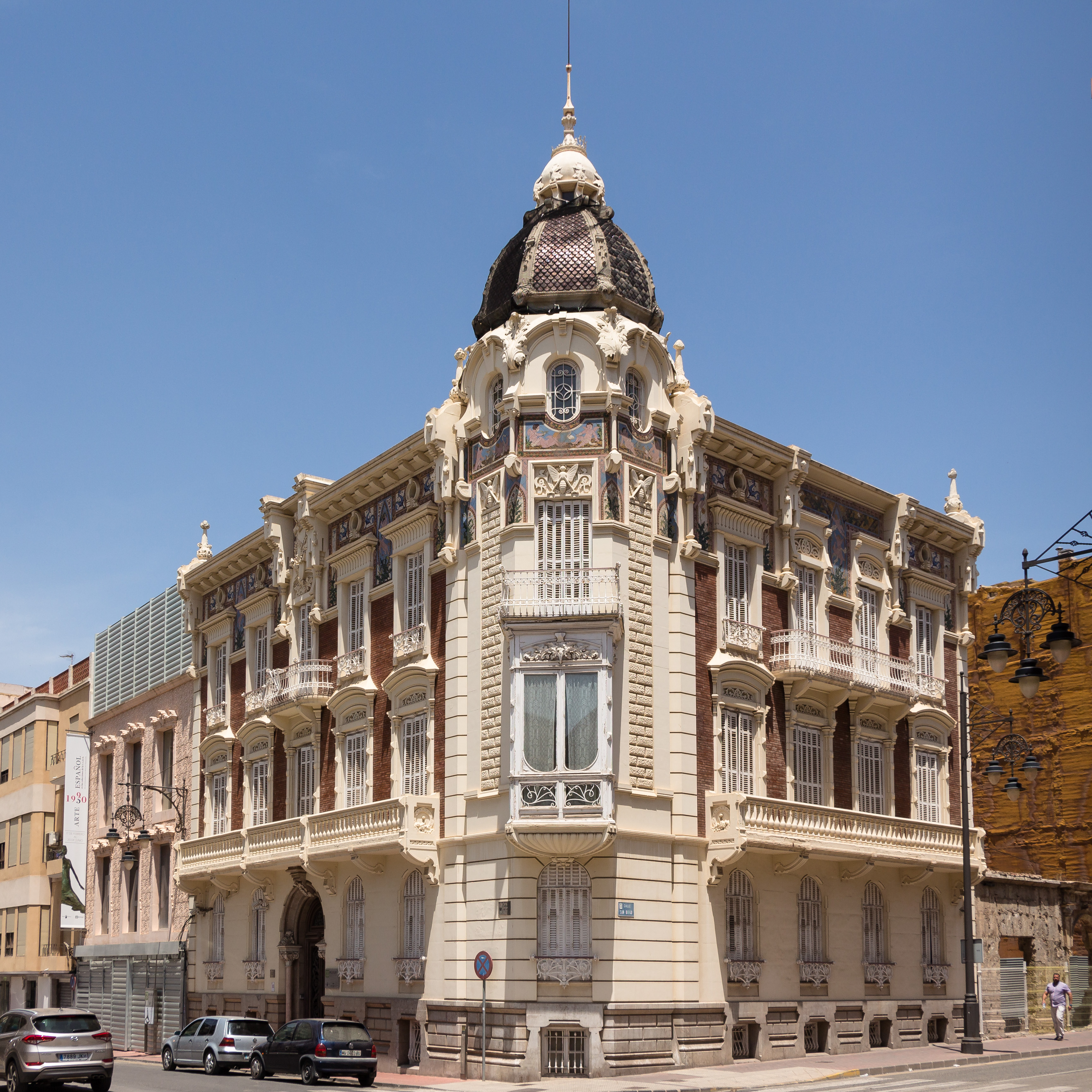
Palau Aguirre de Cartagena.
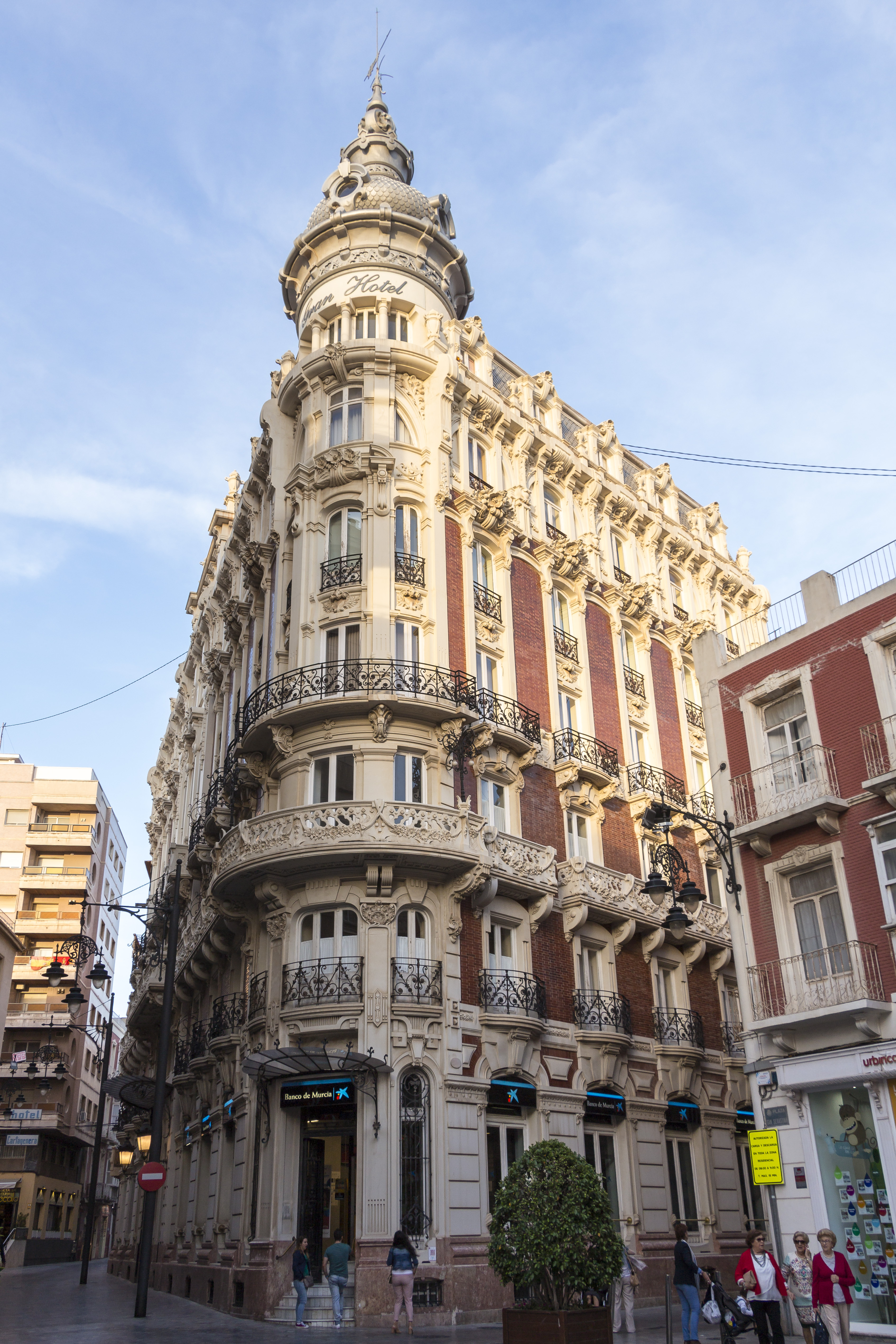
Gran hotel de Cartagena.
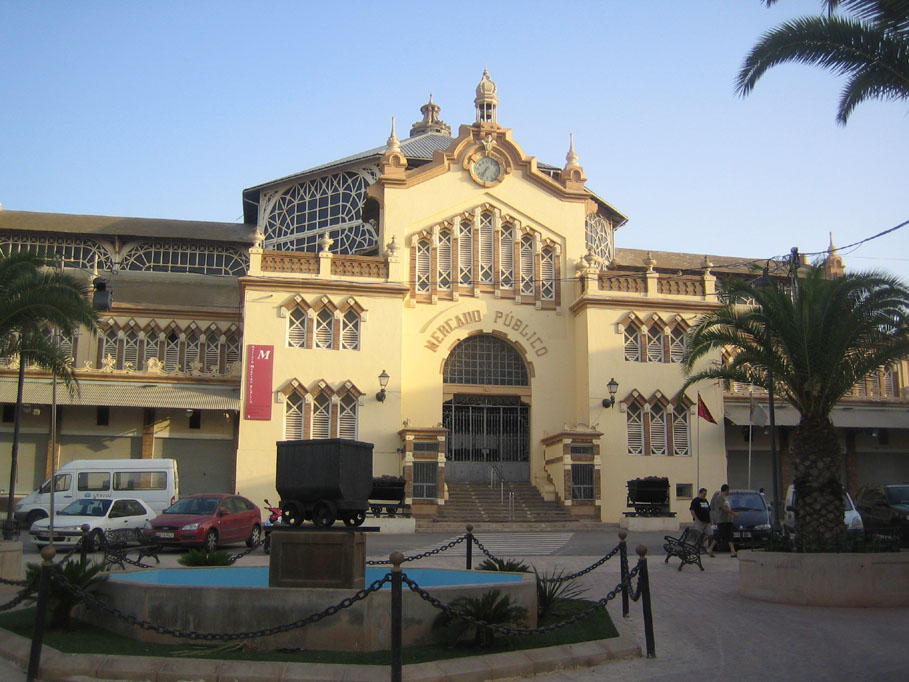
Mercat Públic de La Unión.
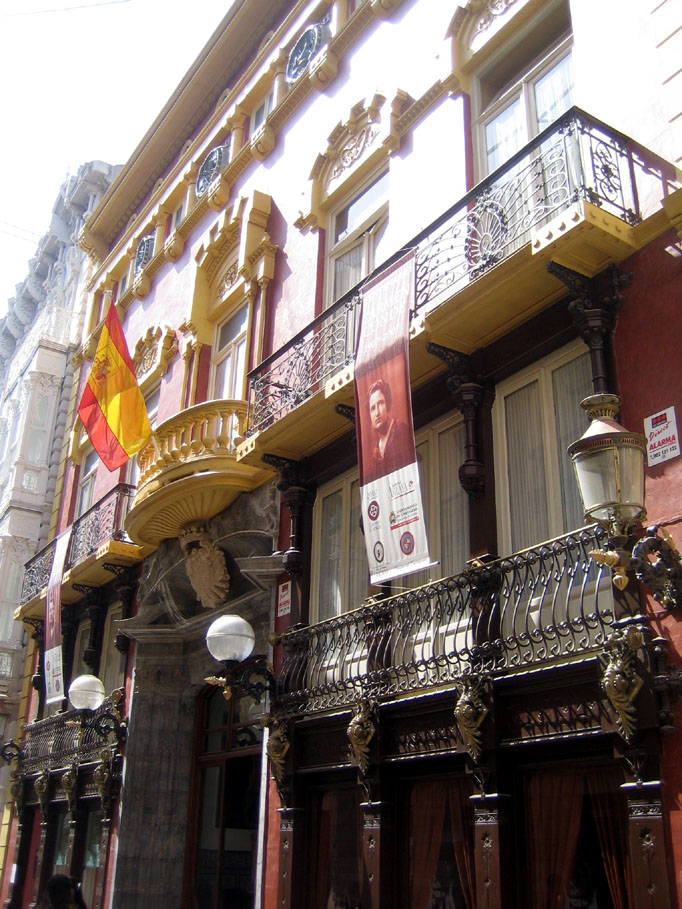
Casino de Cartagena.
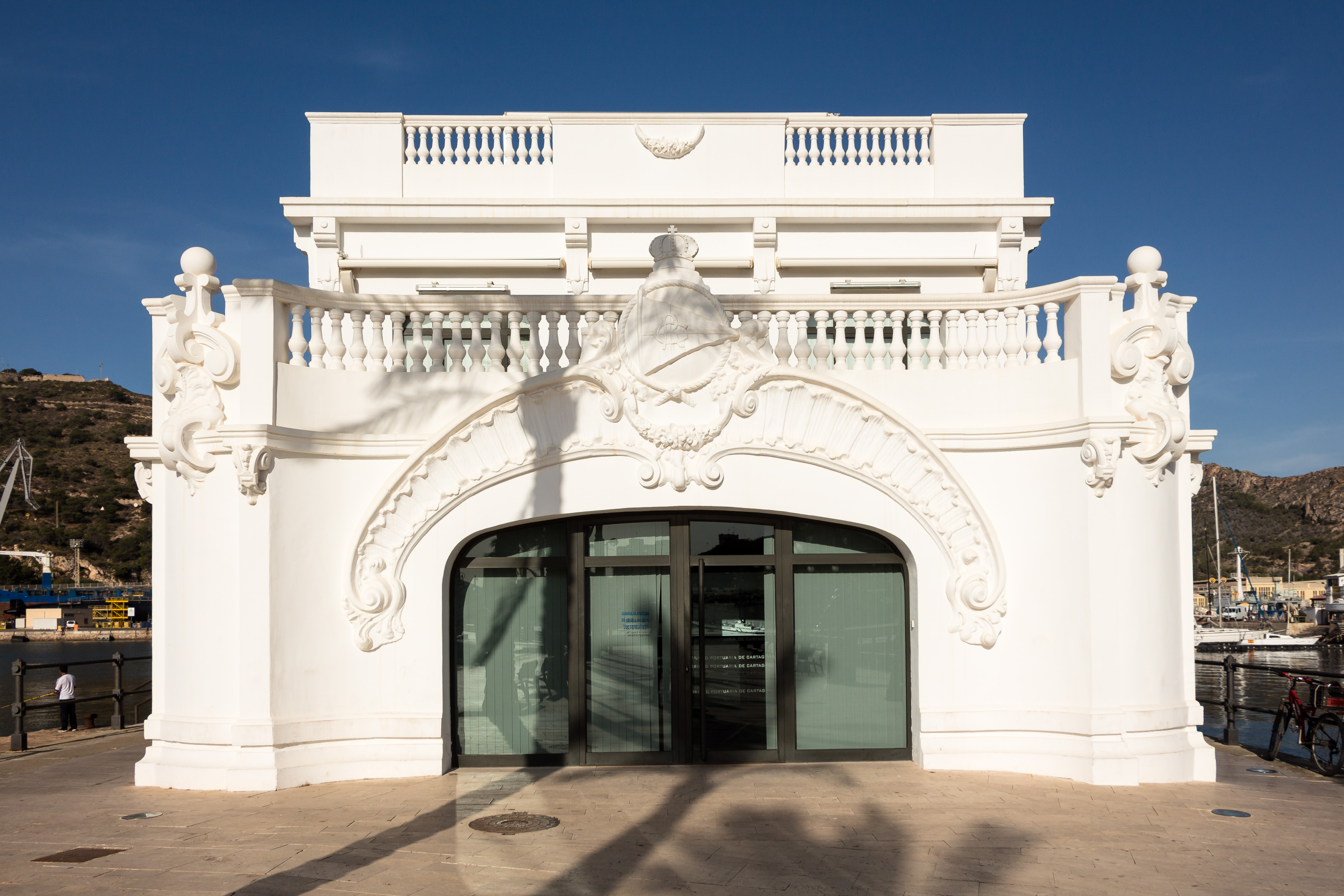
Reial Club de Regates (reconstrucció).
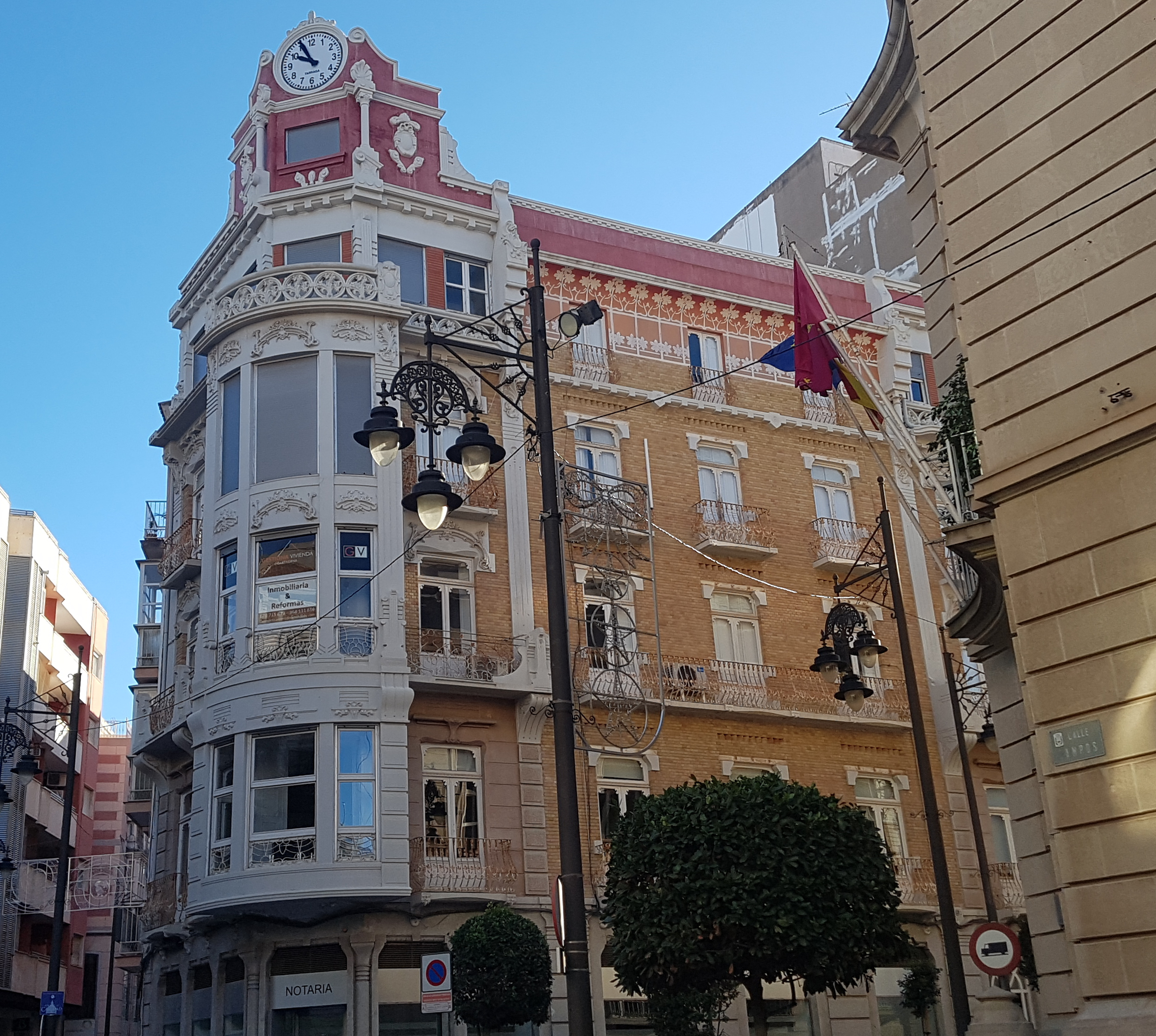
Casa Dorda Bofarull també anomenada Casa Tàrraga de Cartagena.
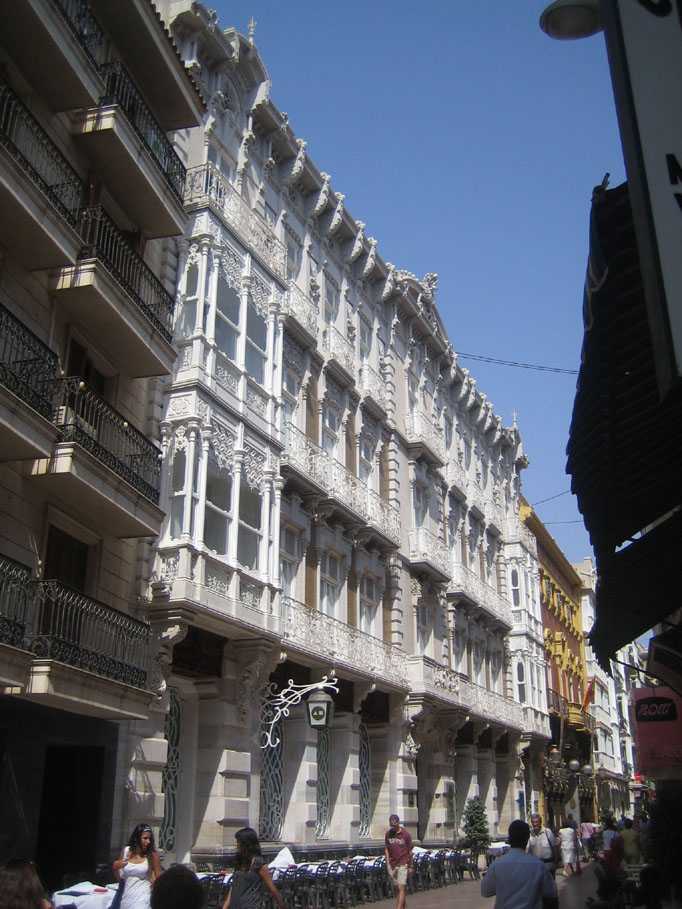
Casa Cervantes de Cartagena